# Rheinufer Süd

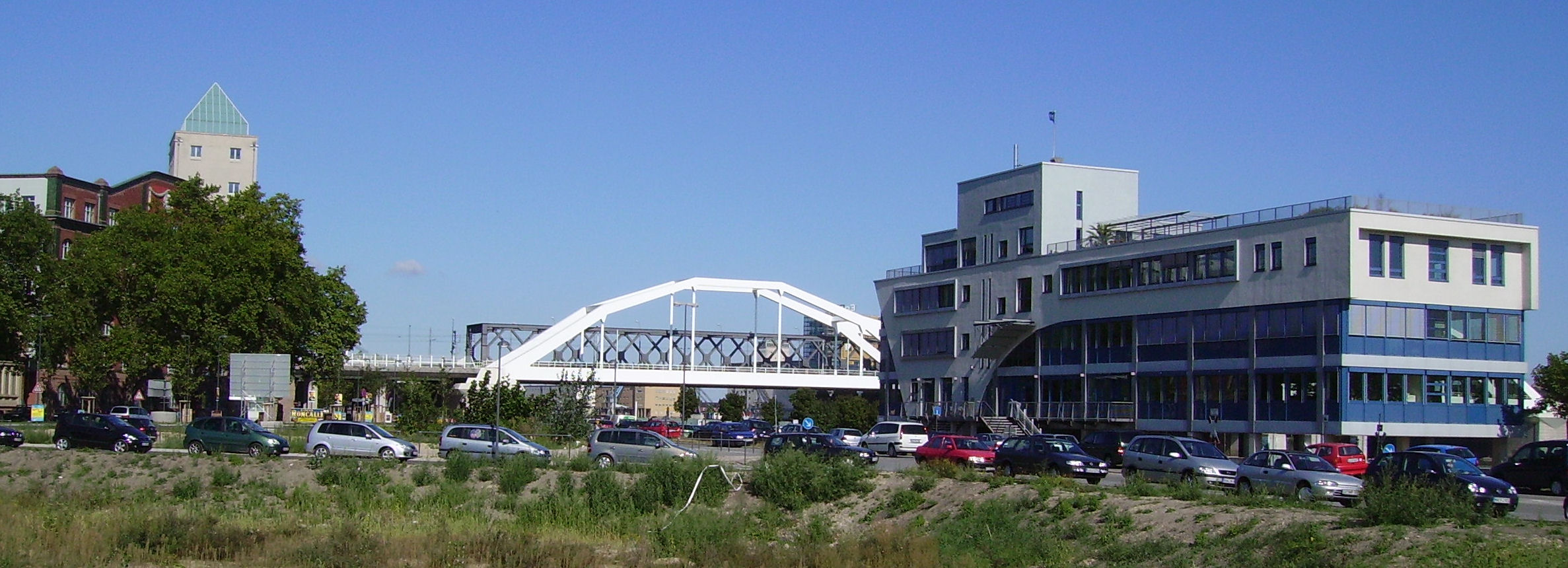
Walzmühle, Adenauer-Brücke und Ostasieninstitut

Das Rheinufer Süd ist eine 30 Hektar große Entwicklungszone der Stadt Ludwigshafen am Rhein.

## Lage

Blick vom Mannheimer Stephanienufer

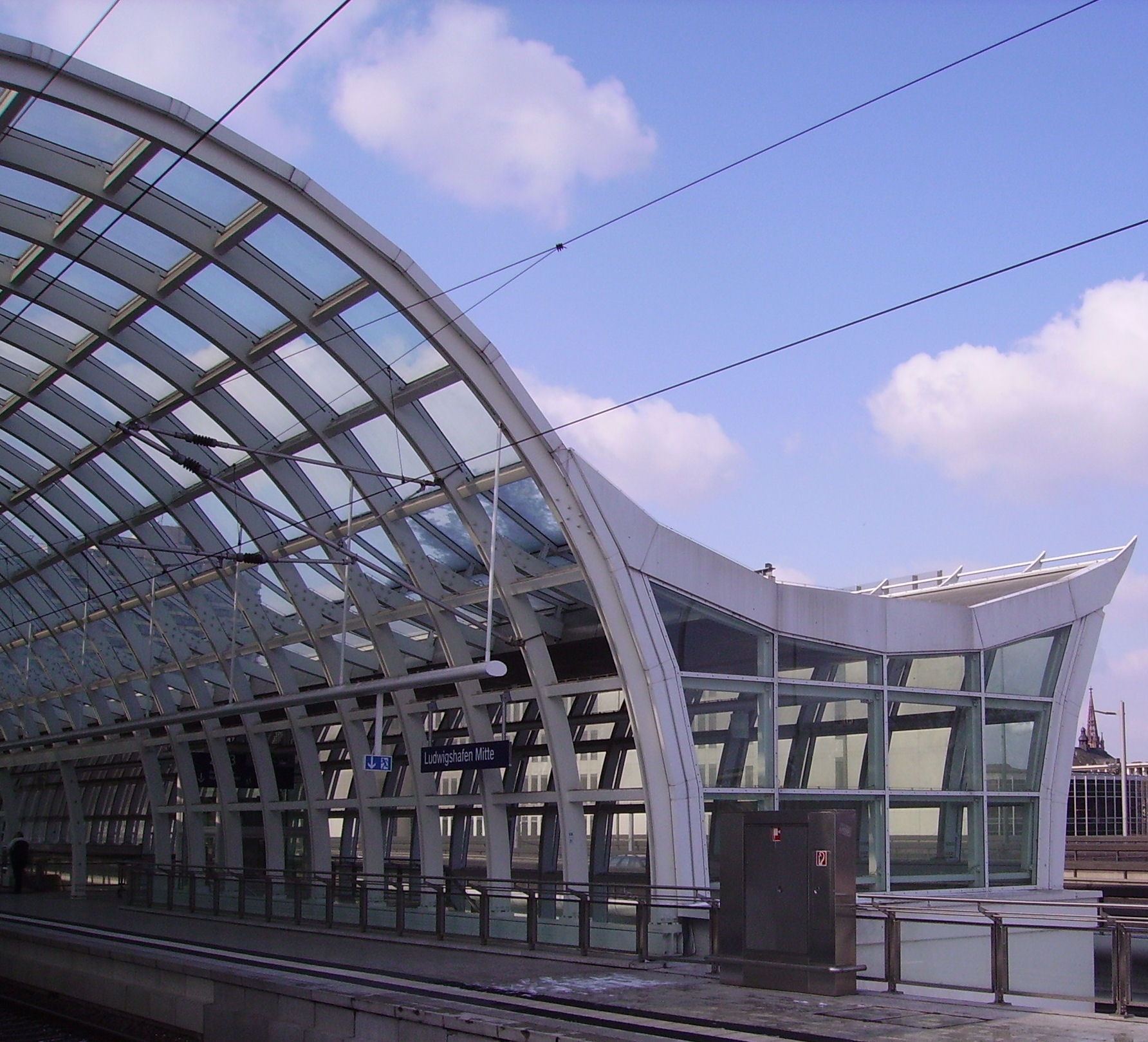
S-Bahnhof Ludwigshafen-Mitte

Das Rheinufer Süd liegt in der südlichen Innenstadt und wird nach Norden vom Einkaufszentrum Walzmühle, im Osten vom Rhein sowie im Süden von stillgelegten Hafenanlagen sowie von einem Wohngebiet  begrenzt.
Am gegenüberliegenden Rheinufer befindet sich das Mannheimer Schloss. Südlich der ehemaligen Hafenanlagen befindet sich auf der Parkinsel ein gut frequentiertes Naherholungsgebiet.
Verkehrsanbindung
Über den Bahnhof Ludwigshafen-Mitte ist ein direkter Anschluss an das S-Bahn-Netz Rhein-Neckar gegeben. Über die Bundesstraße 38 ist es weniger als ein Kilometer zur Autobahn A 650.
Vorhandene Infrastruktur
- S-Bahnhof Ludwigshafen-Mitte
- Ostasieninstitut der Hochschule Ludwigshafen
- Dienstleistungszentrum auf der Walzmühle mit Center, Großkino und Büroflächen
- Ernst-Bloch-Zentrum
- Sterling-SIHI (ehemals Halberg)
- Ludwigshafener Ruderverein
- Luitpoldhafen und Zollhofhafen

## Planungen

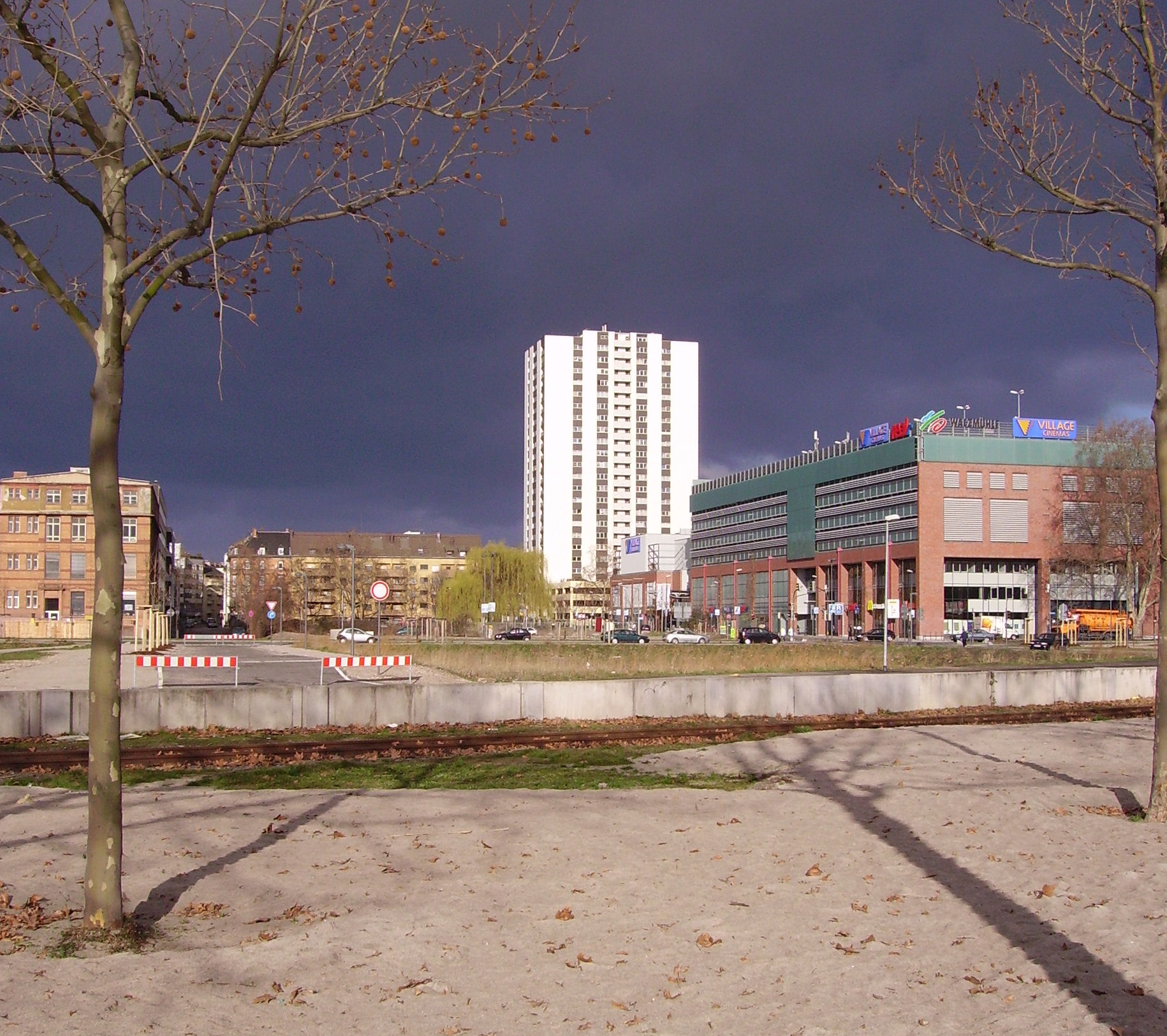
Sterling-SIHI, Yorck-Hochhaus und Walzmühle

Durch die Altlastensanierung der ehemaligen Industriebrache soll die Voraussetzung für eine hochwertige Wohnbebauung am Wasser geschaffen werden. Gleichzeitig hat die städtische Wohnungsbaugesellschaft GAG den frei geräumten Hafenbereich auf der Parkinsel in ein Neubaugebiet für hochwertige Wohnhäuser umgewandelt.
Mit dem neuen Wohnquartier "Rheinufer Süd" soll die Innenstadt wieder direkt an den Rhein gerückt werden. Seitdem ist der Blick auf den Rhein an vielen Stellen wieder möglich. Gleichzeitig soll eine Rheinuferpromenade mit großen Grün- und Erholungsbereichen entstehen.
Im Kernbereich sollen rund 700 anspruchsvolle Wohnungen entstehen. Das Wohnquartier erstreckt sich von der Innenstadt bis zur Parkinsel. Den passenden "Wohlfühlrahmen" bieten der Stadtpark sowie die geplante Marina am Luitpoldhafen.
Neben einem Seniorenstift mit 115 bis 120 Plätzen und einem Studentenwohnheim ist auch ein Büro- und Geschäftshaus geplant.

## Geschichte

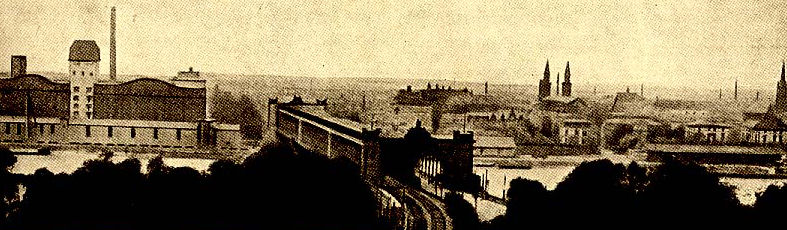
Rheinbrücke mit Walzmühle (links) in den 1920er Jahren

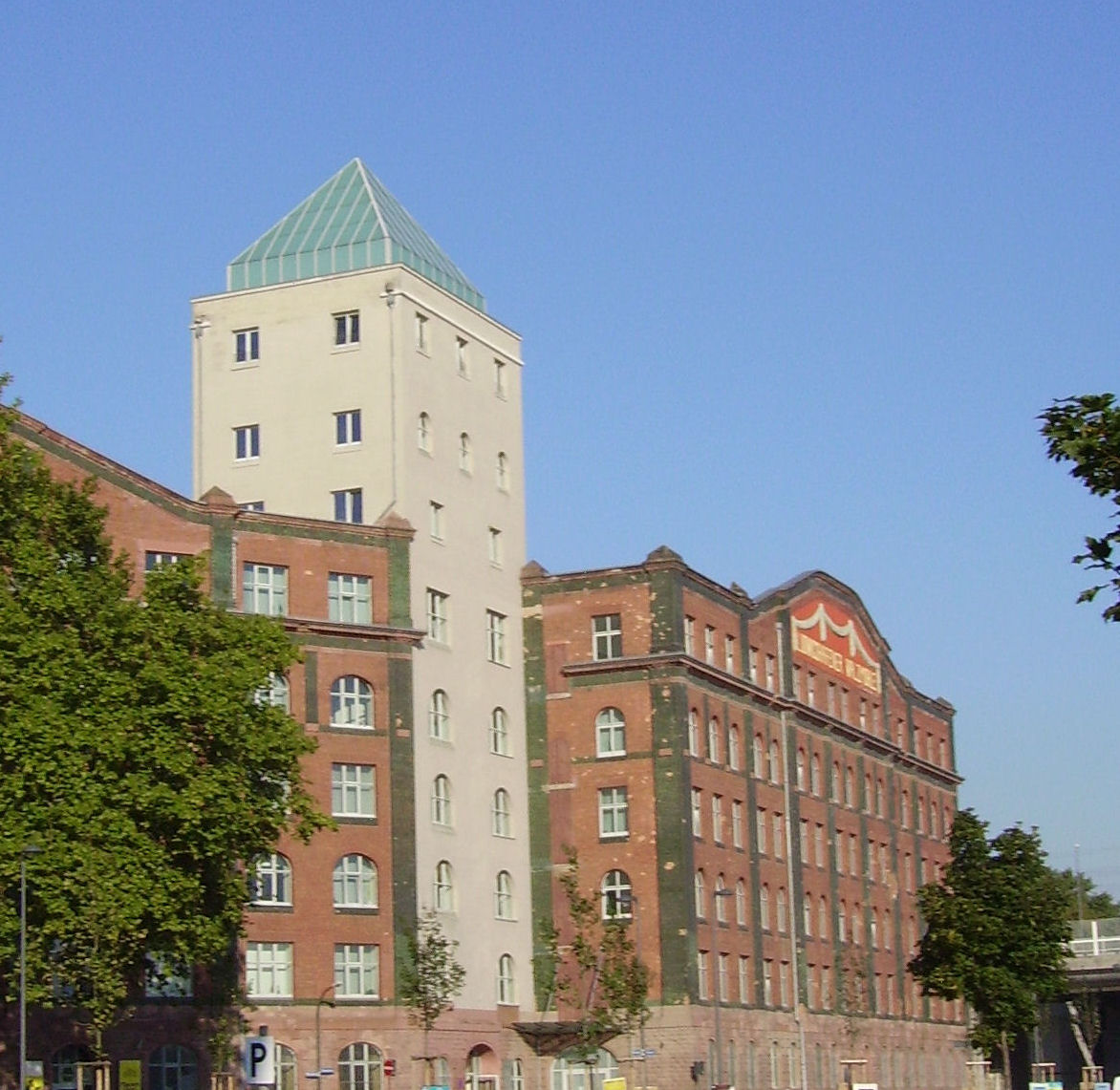
Walzmühle (Ludwigshafen) (2005)

Als im Jahr 1891 der Luitpoldhafen geplant wurde, wurden die ersten Gebäude der Firma Sulzer (später Halberg) und die Walzmühle errichtet. An der Walzmühle entstand eine Verladestation, weiter im Süden der Betriebshof der städtischen Verkehrsbetriebe.
Im Zweiten Weltkrieg wurden viele Industrieanlagen zerstört. Die Maschinenfabrik und Gießerei Halberg modernisierte ihre Anlagen nach 1945 und beschäftigte rund 3.500 Mitarbeiter an drei Standorten.
In den 1990er Jahren plante die Stadt Ludwigshafen unter Oberbürgermeister Wolfgang Schulte die Entwicklung der Industriebrache in der südlichen Innenstadt. Erster namhafter Investor war die Mannheimer Firma Fay, die im Jahr 1996 das Ostasieninstitut direkt am Rheinufer errichtete. Im Jahr 1998 eröffnete das mit großem finanziellem Aufwand errichtete Einkaufs- und Kinocenter in der Walzmühle. Die Umsatz- und Besucherzahlen blieben hier jedoch deutlich hinter den öffentlich erwarteten Zahlen zurück.
Zwei Jahre später fand der Spatenstich für ein vierstöckiges Bürogebäude auf dem ehemaligen Gelände der Halberger Hütte statt. Doch als sich herausstellte, dass der Boden von Schwermetallen belastet war, zog sich die Firma Compunet von dem Projekt zurück. Daraufhin wurde der Boden bis auf zwei Meter Tiefe abgetragen. Seit 2010 befindet sich hier das Gesundheitszentrum Lusanum.
Im Jahre 2011 wurde weitere alte Fabrikgebäude der ehemaligen Firma Halberg abgerissen.